# Utetheisa socotrensis
Utetheisa socotrensis är en fjärilsart som beskrevs av Jordan 1939. Utetheisa socotrensis ingår i släktet Utetheisa och familjen björnspinnare. Inga underarter finns listade i Catalogue of Life.